# Ханемайер, Аида Евгеньевна
Аида Евгеньевна Ханемайер (Лисенкова), творческий псевдоним АИДА (5 июня 1966, Асаб (Эритрея) — российская художница, живописец, доктор культурологии, член Творческого Союза Художников России (ТСХР), МОООСХ (Московская Областная Общественная Организация «Союз Художников»), ТСПХ (Творческий Союз Профессиональных Художников), Международной академии инновационных технологий, член-корреспондент Международной академии современных искусств, Вице-председатель попечительского совета академии.

## Биография
Аида Ханемайер (творческий псевдоним АИДА) родилась в Асаб (Эритрея), где работали её родители. Окончилa Московский Полиграфический институт, факультет Художественно-технического оформления печатной продукции (ХТОПП), занималась у М. Митурич-Хлебникова (руководитель курса), А. Васнецова и Д. Бисти.
В 2004 была принята в Международную Академию профессионалов (портретист)
,
с 2005 года — член Ассоциации художников-портретистов г. Москвы
.
С 2008 года — член Творческого Союза профессиональных художников.
С 2014 года — член Творческого Союза художников России (Московская областная общественная организация «Союз художников» МОООСХ).
Член Общественного совета Общественного московского телевидения. Член клуба «Деловая женщина Подмосковья».
Начиная с 1990 года участвовала более чем в 80 выставках. В том числе во многих музеях, галереях, государственных и муниципальных организациях в России
и за рубежом.
Работала во многих издательствах (около 100), выпустив большое количество книг, как иллюстратор. Международный журнал Русского Зарубежья «Б. В.» — Главный художник журнала
, издательство «Карапуз», журналы «Этнополис», «Грани успеха», «Русско-британская кафедра».
Принимала участие в оформлении книг: стихи С.Маршака, Агнии Барто, «Занимательная математика» Перельмана, «Слово о словах», журнал «Боевые искусства», культурологический словарь
«Words about Eloquence», «Анонимность, безличность, виртуальность», «Преступление и наказание на британских островах в XVIII веке»
,
«Ксенопус и шаровая молния» — фантастическая повесть для детей 5-8 лет, автор — В. Л. Бычков-Орешников.
Создала иллюстрации к сборнику Николая Добронравова «Надежда — мой компас земной», научно-популярной философской книге Вл. Быченкова «Торжество Минервы» и к научному труду этого же автора «Институты». Подготовила к изданию совместно с Лисенковой Л.Ф, автором-составителем рассказов живых свидетелей войны 41-45 гг., книгу-альбом «Мое опаленное войной детство», для которой создала 150 графических портретов с натуры Детей войны
. Работала главным художественным редактором издательства Московского государственного технического университета имени Н. Э. Баумана.
Аида Ханемайер работает в жанре портрета, пейзажа, натюрморта, книжной графики. Автор серии из 300 портретов «Они прославили Россию», серии из 110 портретов Героев Советского Союза, РФ и полных кавалеров ордена Славы для Музея Героев г. Москвы (филиал музея-панорамы «Бородинская битва»), серии из 12 картин и портретов «Забытые Великие Воины Второй Мировой», серии из 150 портретов Детей Войны 41-45 гг, портреты Анастасии Цветаевой, Станислава Айдиняна, А. А. Постнова и других.
Работы Аиды Ханемайер находятся в собраниях двадцати семи музеев России, в музеях ближнего и дальнего зарубежья и в частных коллекциях. Среди них Одесский музей западного и восточного искусства; музей Бальмонта, г. Шуя; Литературно-художественный музей М. и А. Цветаевых, г. Александров Владимирской обл., Дом-музей Марины Цветаевой в Москве, Волгоградский музей изобразительных искусств имени Ильи Машкова, Ивановский музей семьи Цветаевых, Музей портрета, г. Москва, Мемориальный Дом-музей М. Цветаевой в Болшеве, Музей-усадьба «Мемориальный комплекс М.Д. Скобелева» Александро-Невского муниципального района Рязанской области? Мордовский республиканский музей изобразительных искусств имени С.Д. Эрьзи и галереях (Angreagallery, Аризона, США; Галерея-21, г. Лодзь, Польша).

## Галерея

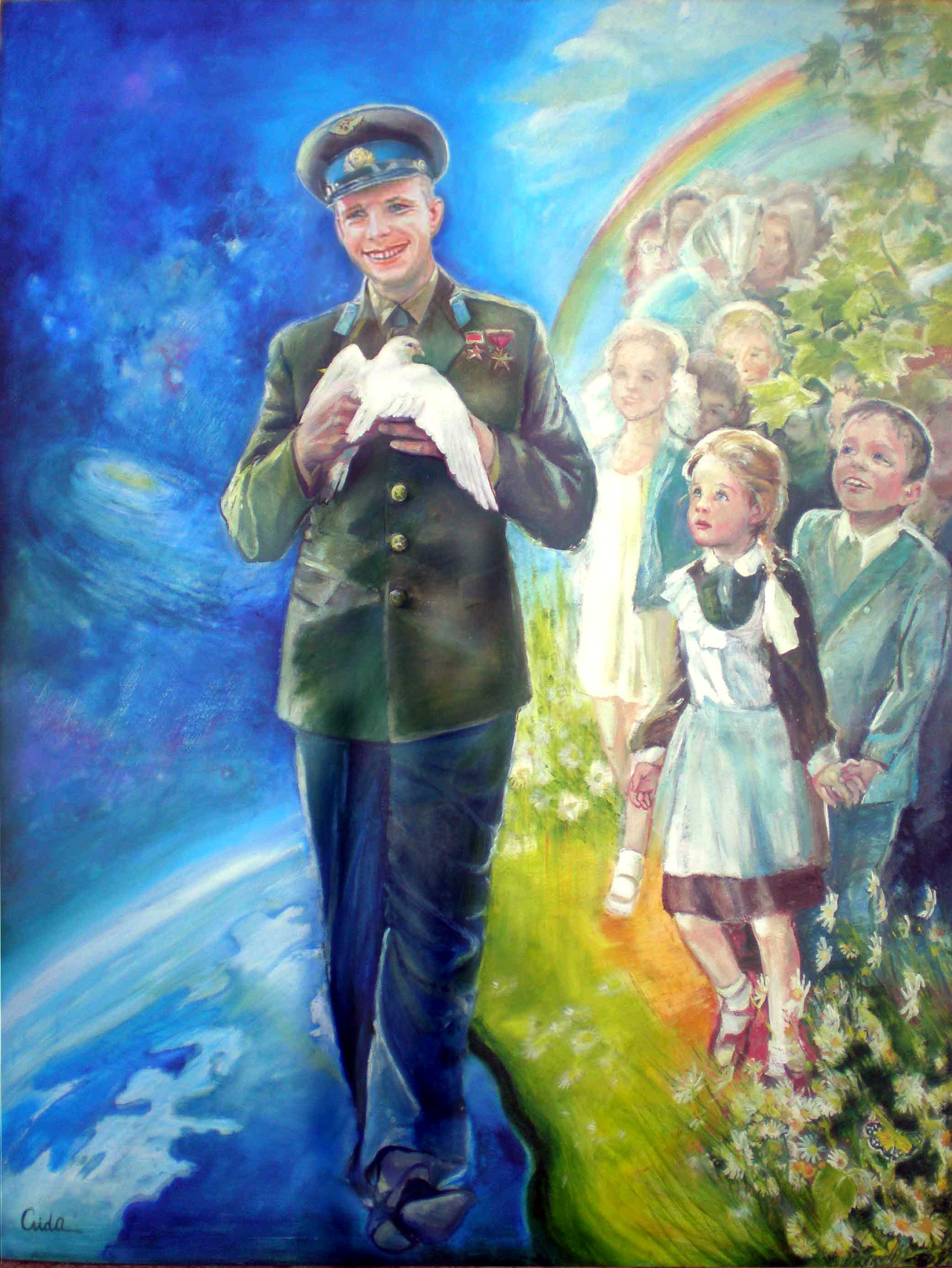
Портрет Ю.А.Гагарина «Голубь Ноя».
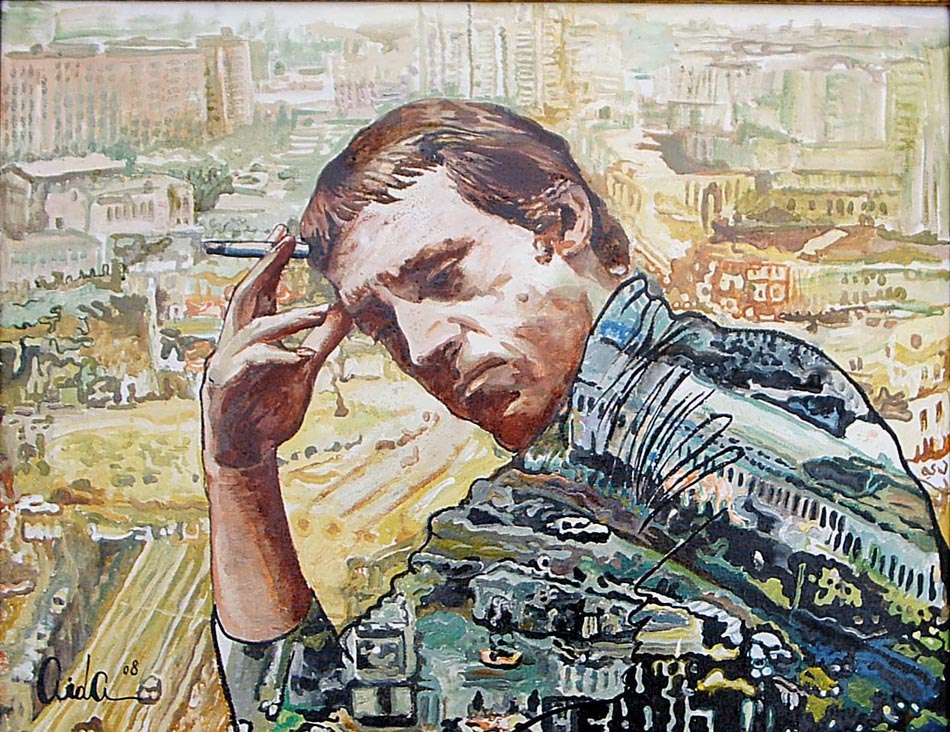
Портрет Владимира Высоцкого «Гамлет с Таганки»
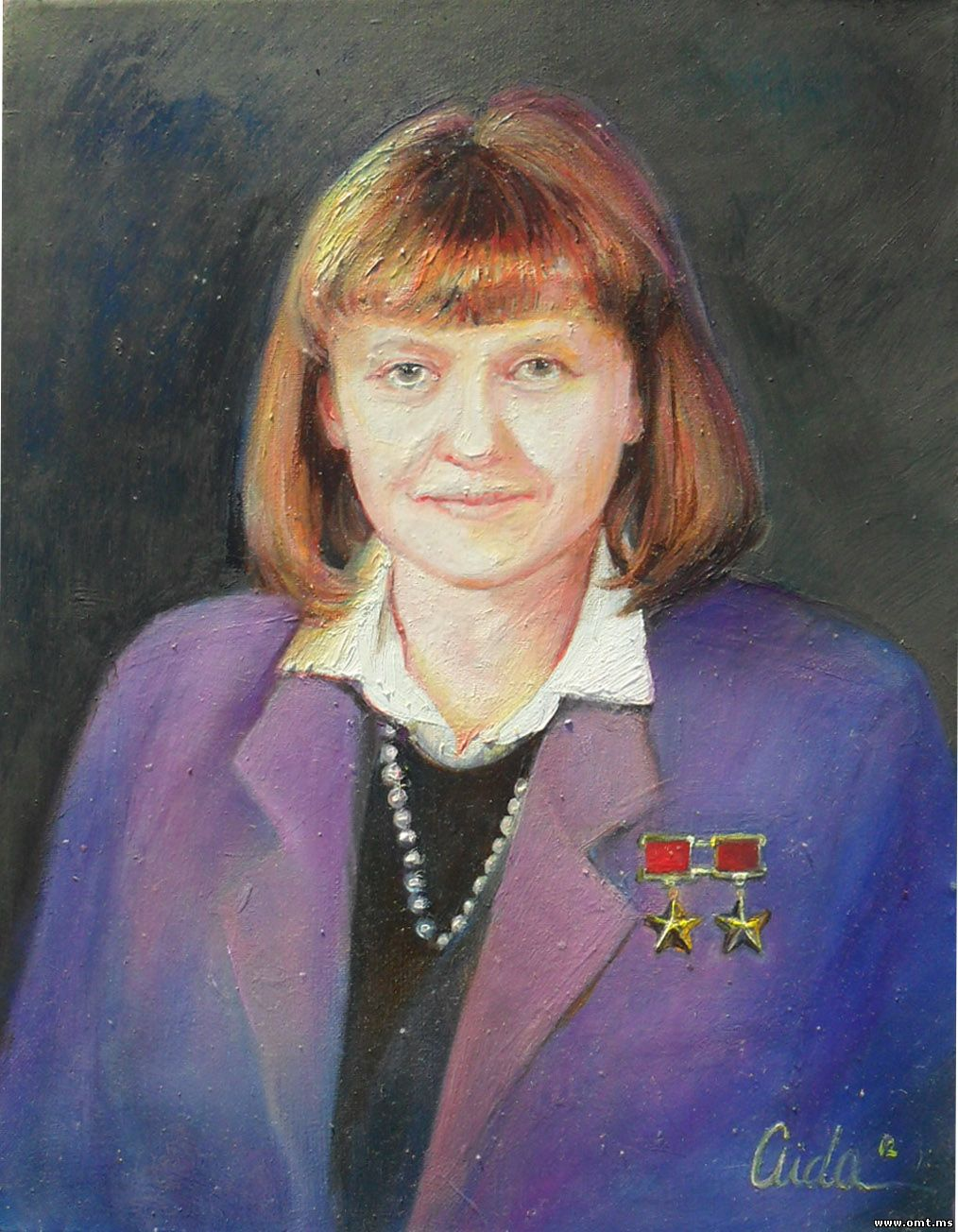
Портрет дважды Героя Советского Союза Светланы Савицкой
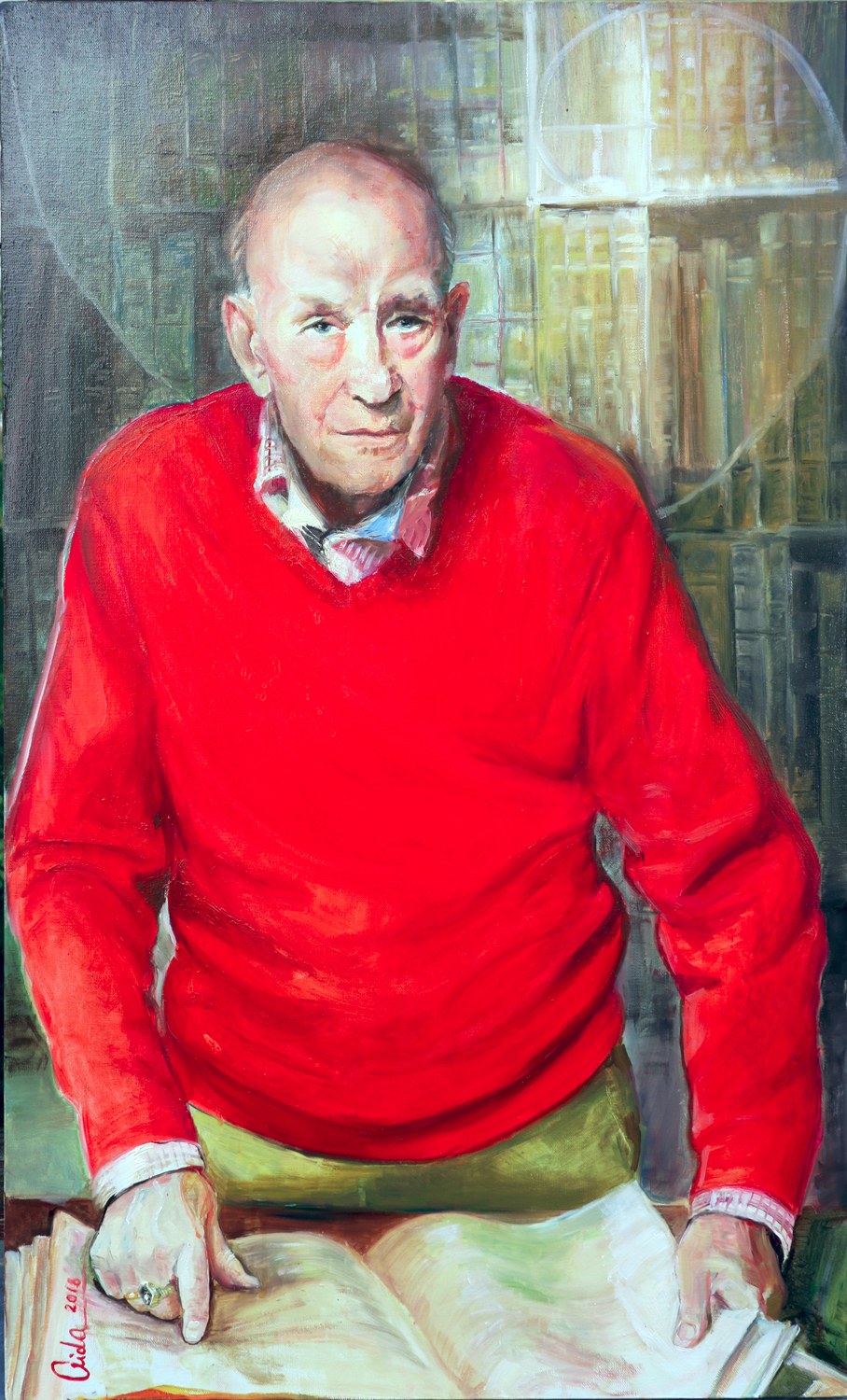
Портрет  Степана Сергеевича Вотчица
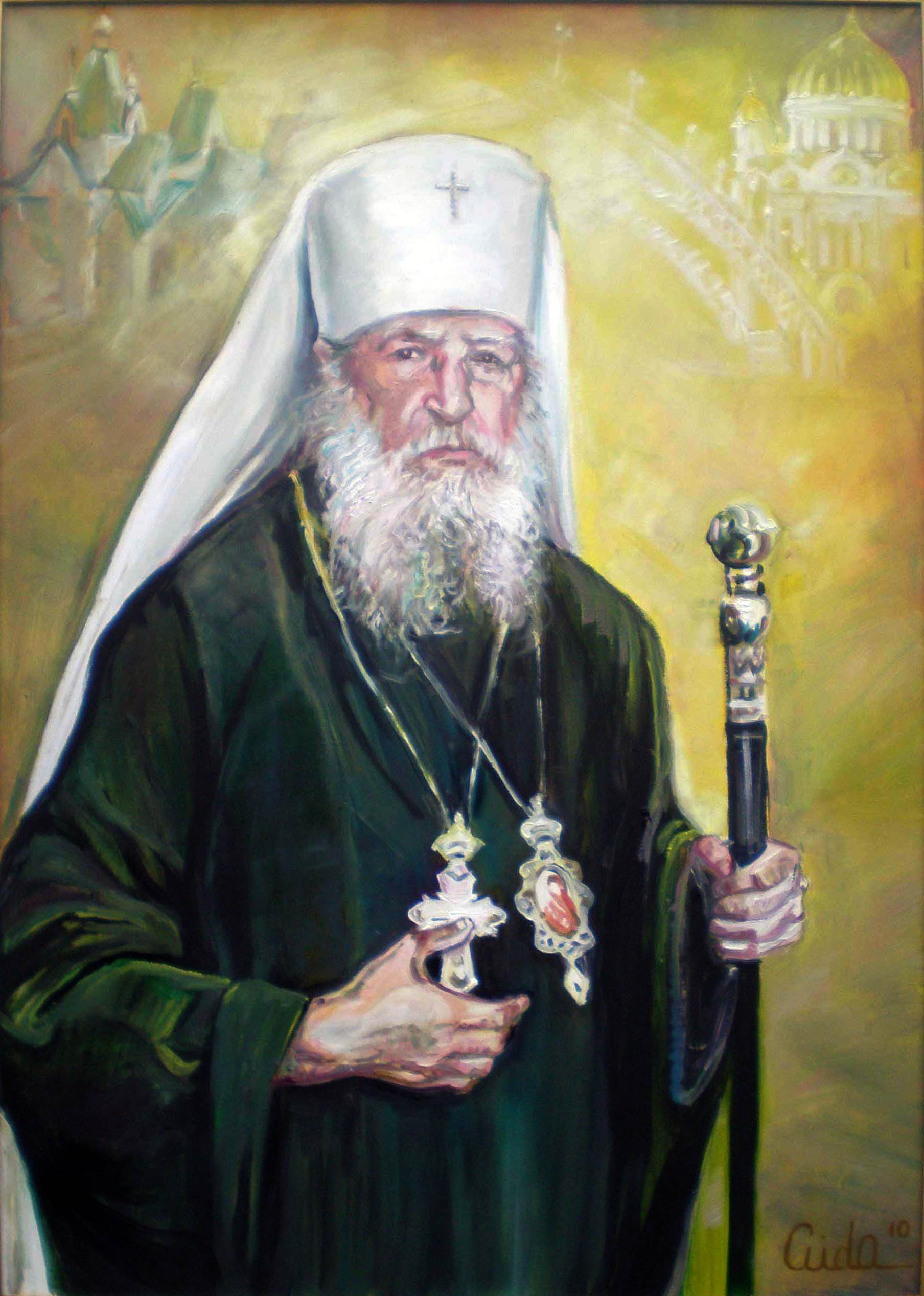
Портрет Владыки Лавра
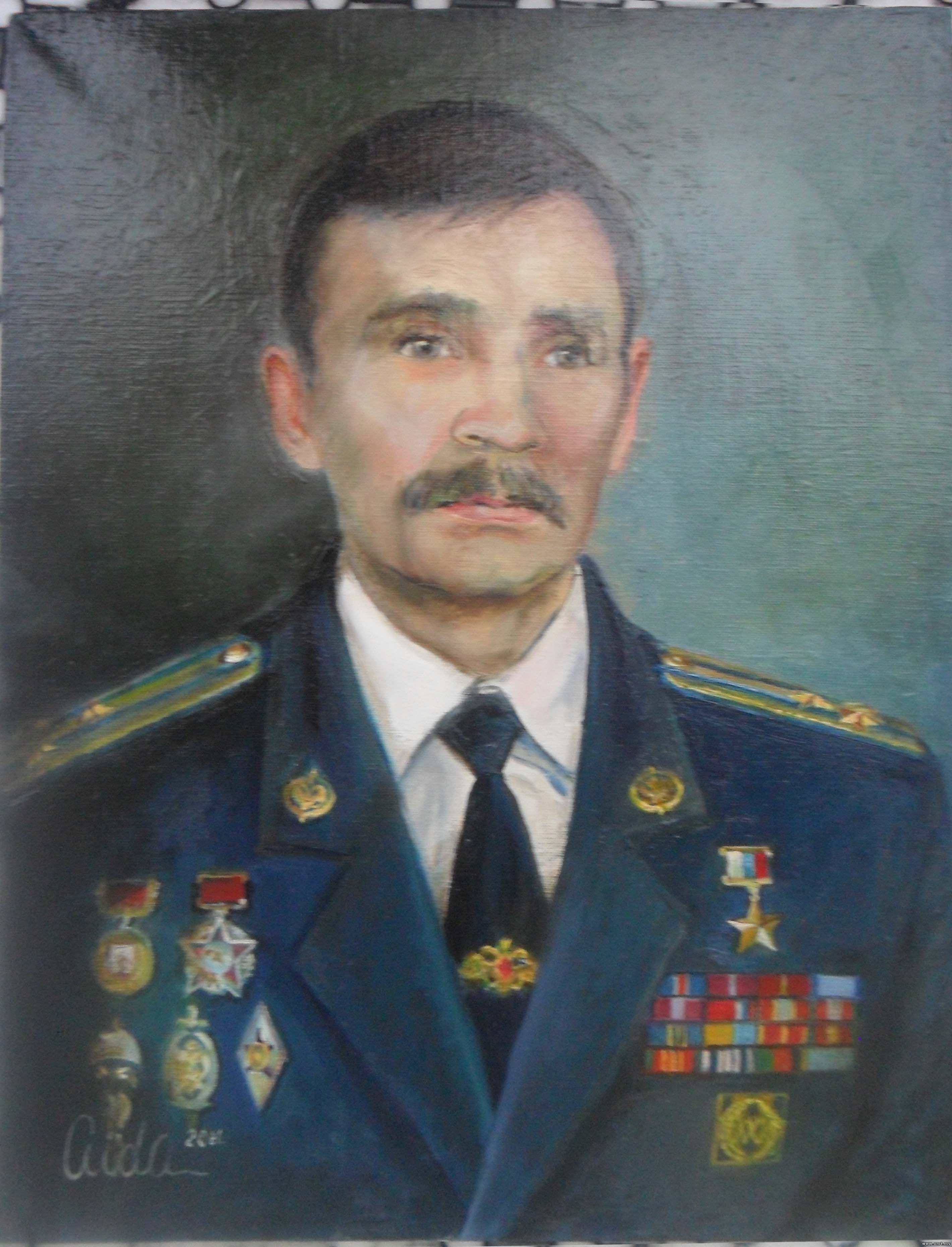
Портрет Героя России В.А.Бочарова
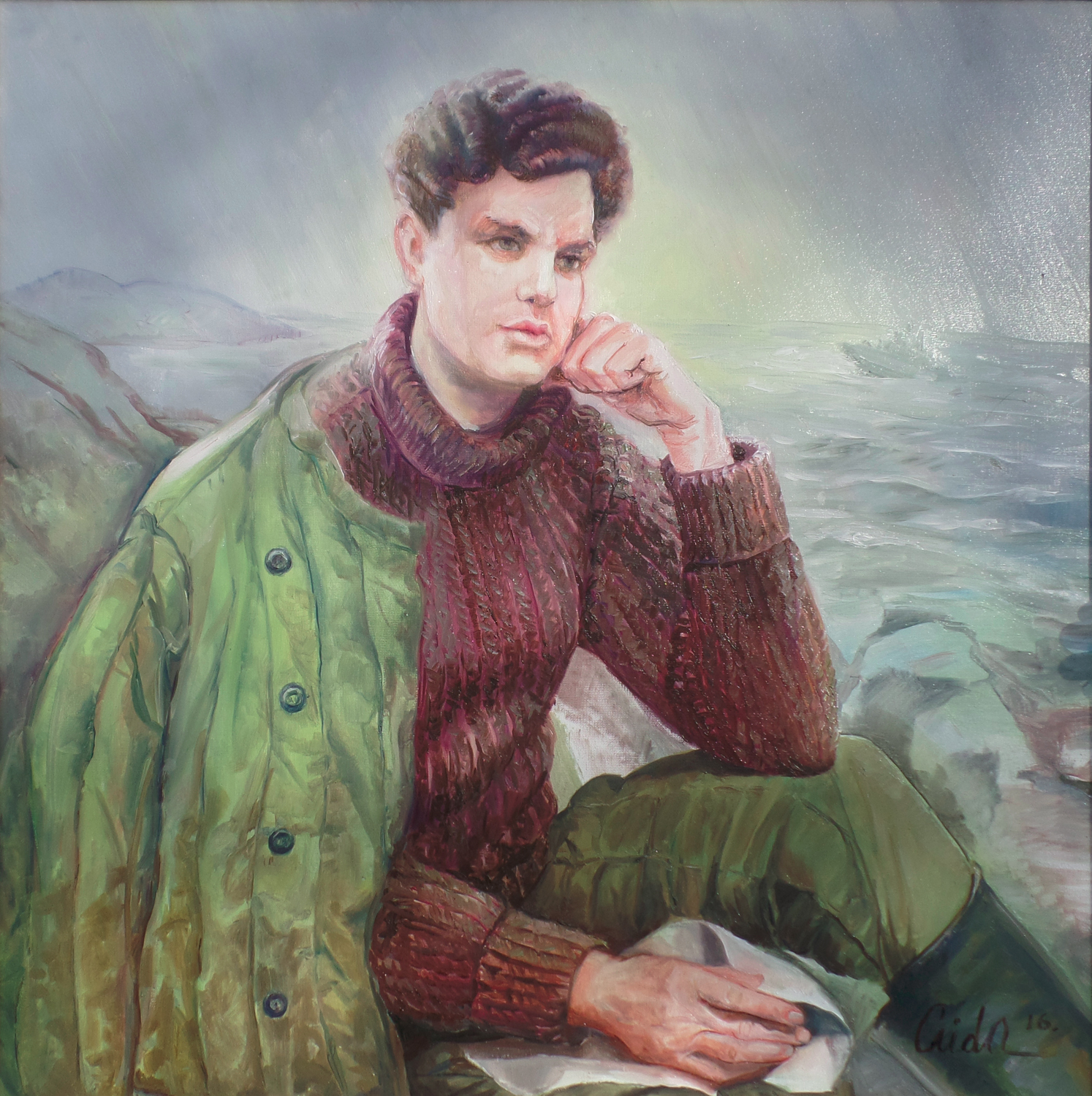
Портрет дважды Героя Советского Союза В.Н.Леонова
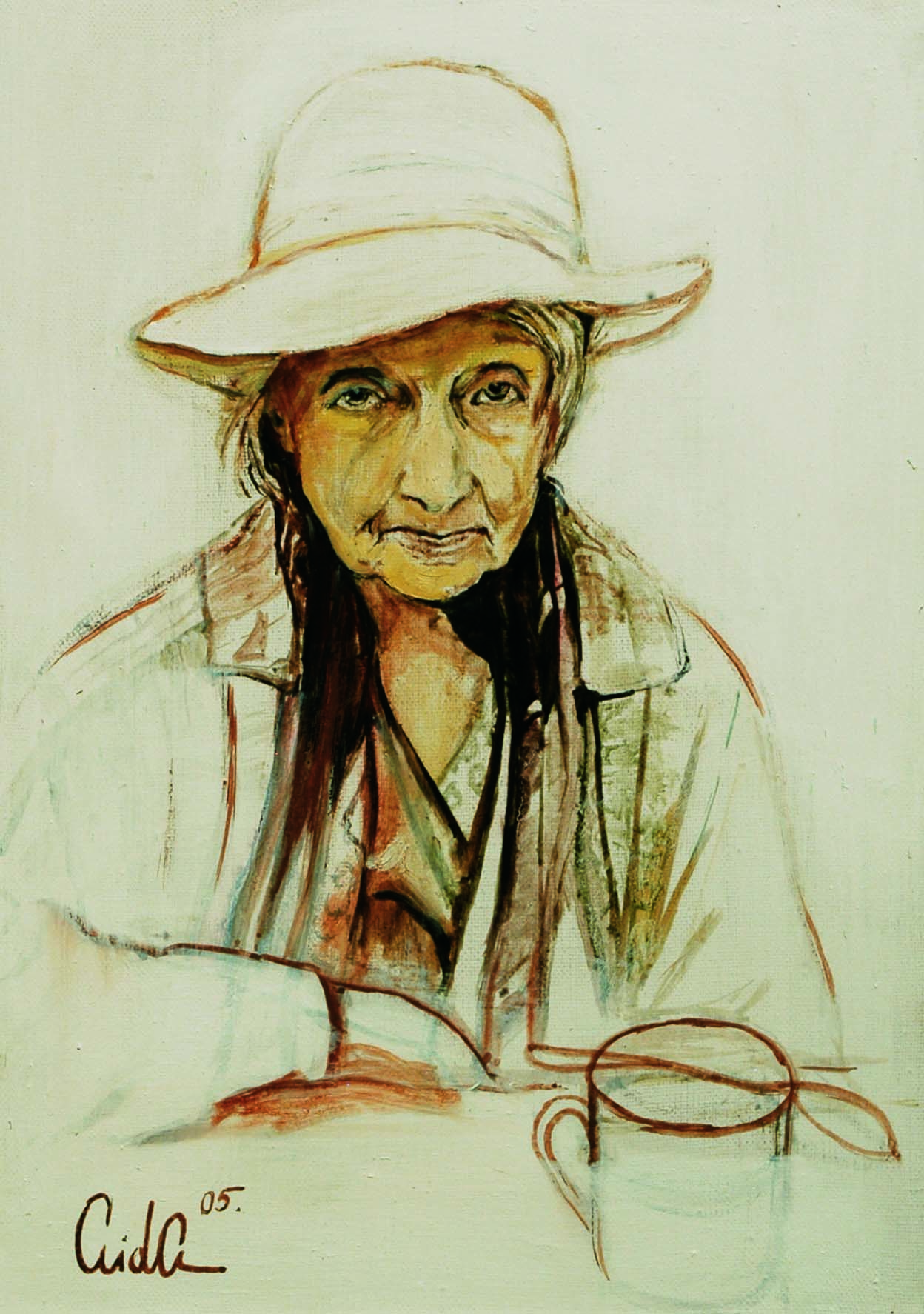
Портрет Анастасии Цветаевой
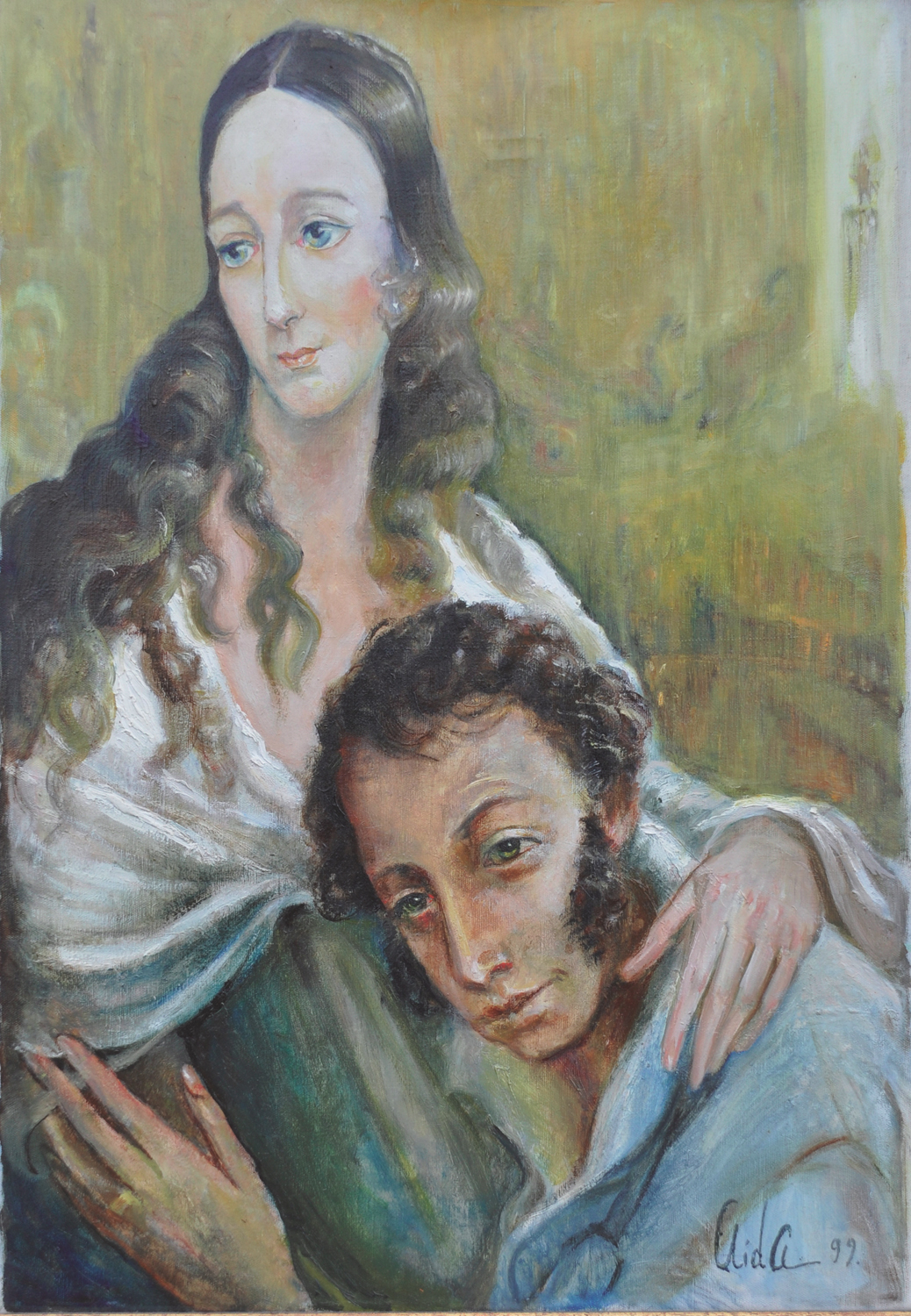
Счастливый Пушкин
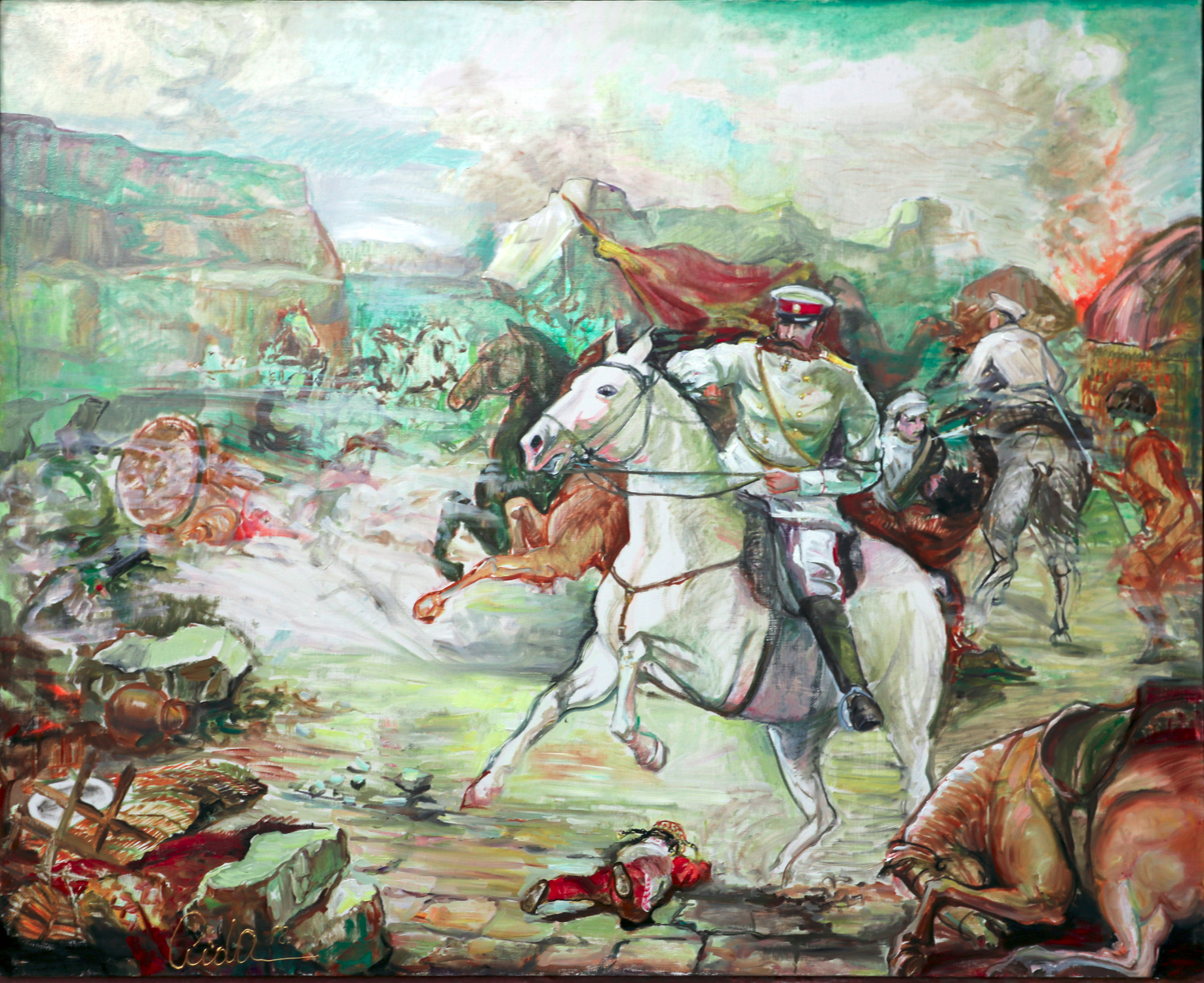
«Милосердие Белого генерала», Михаил Скобелев
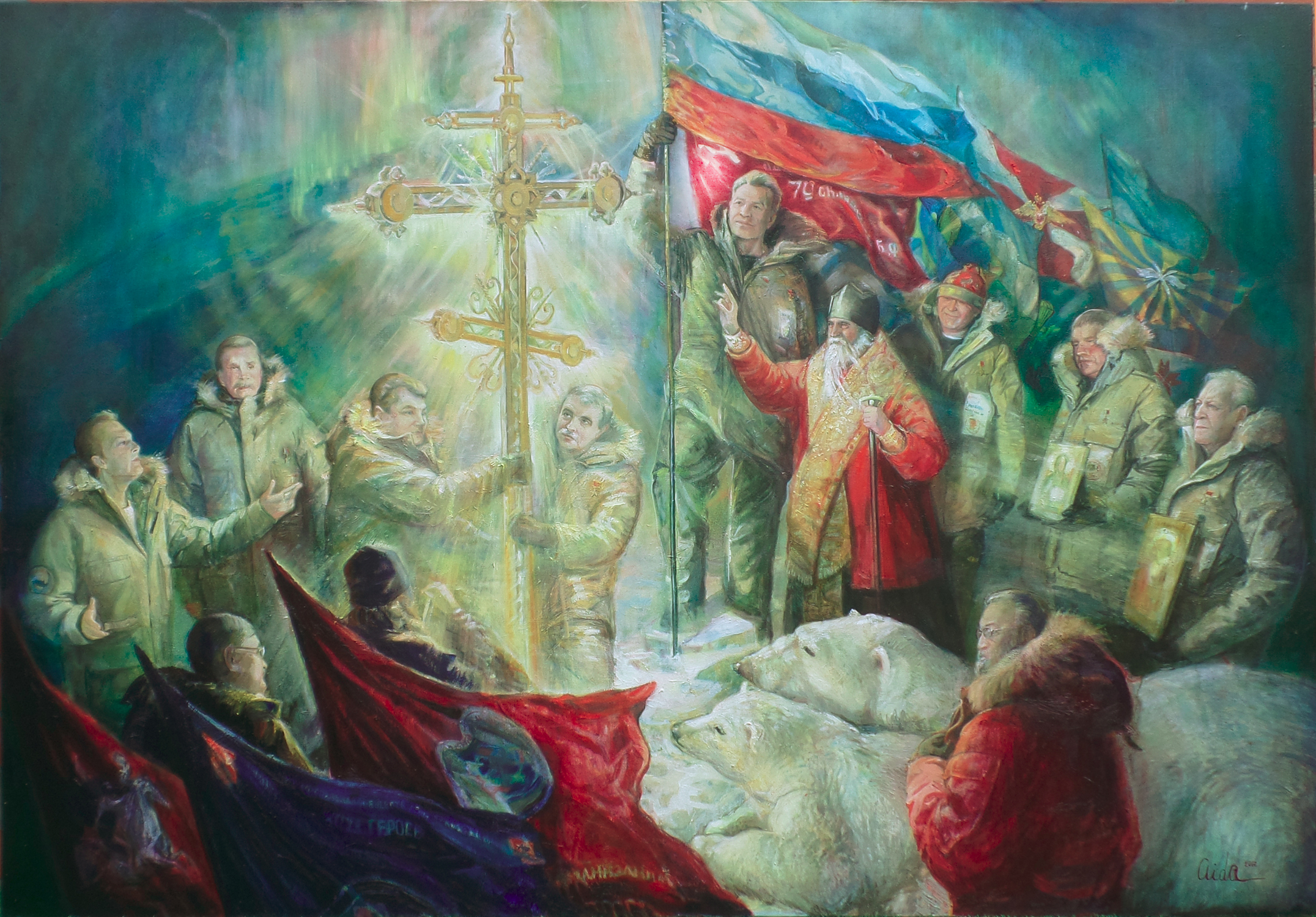
Воздвижение Героями Святого Креста на Северном Полюсе
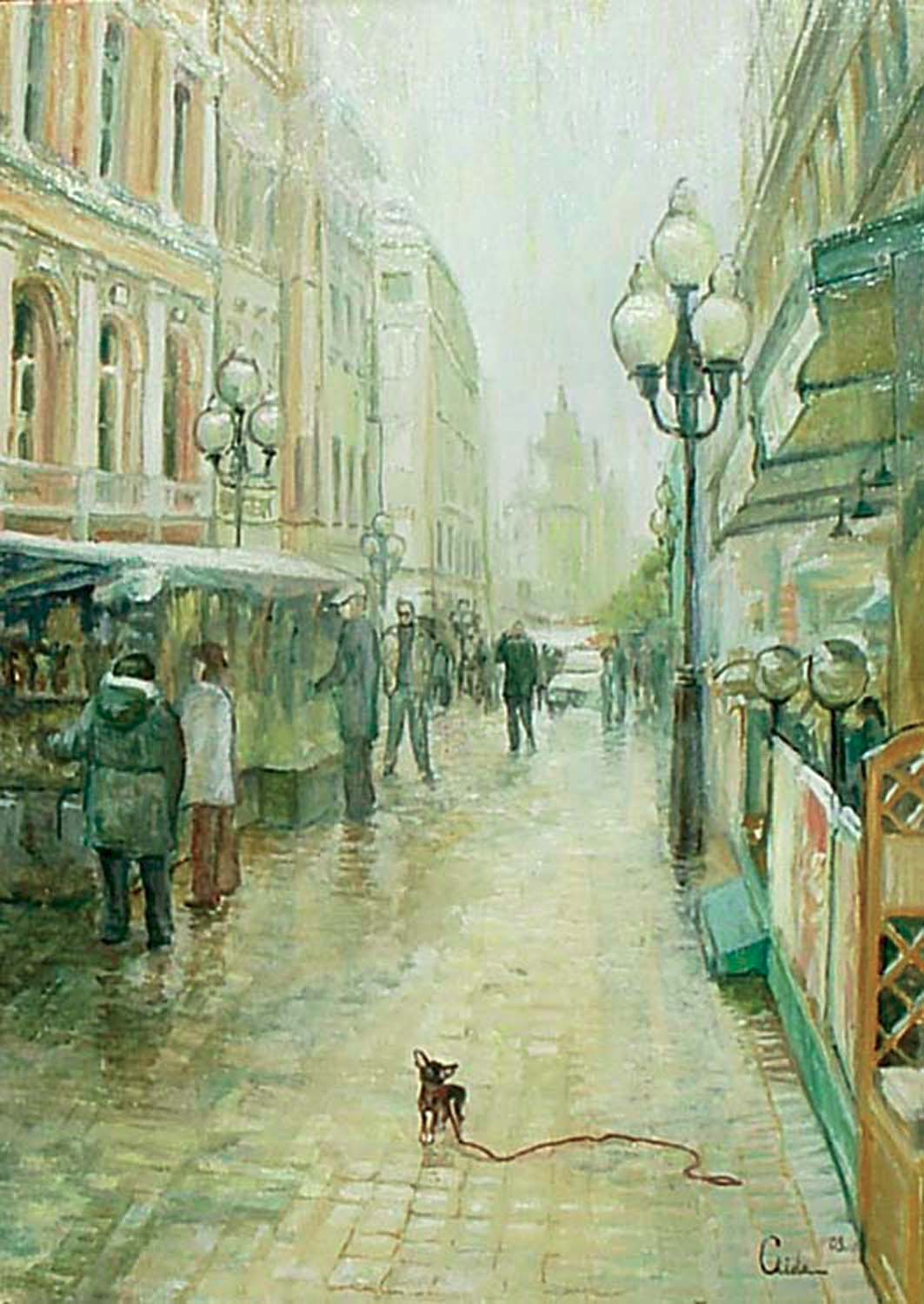
Арбат
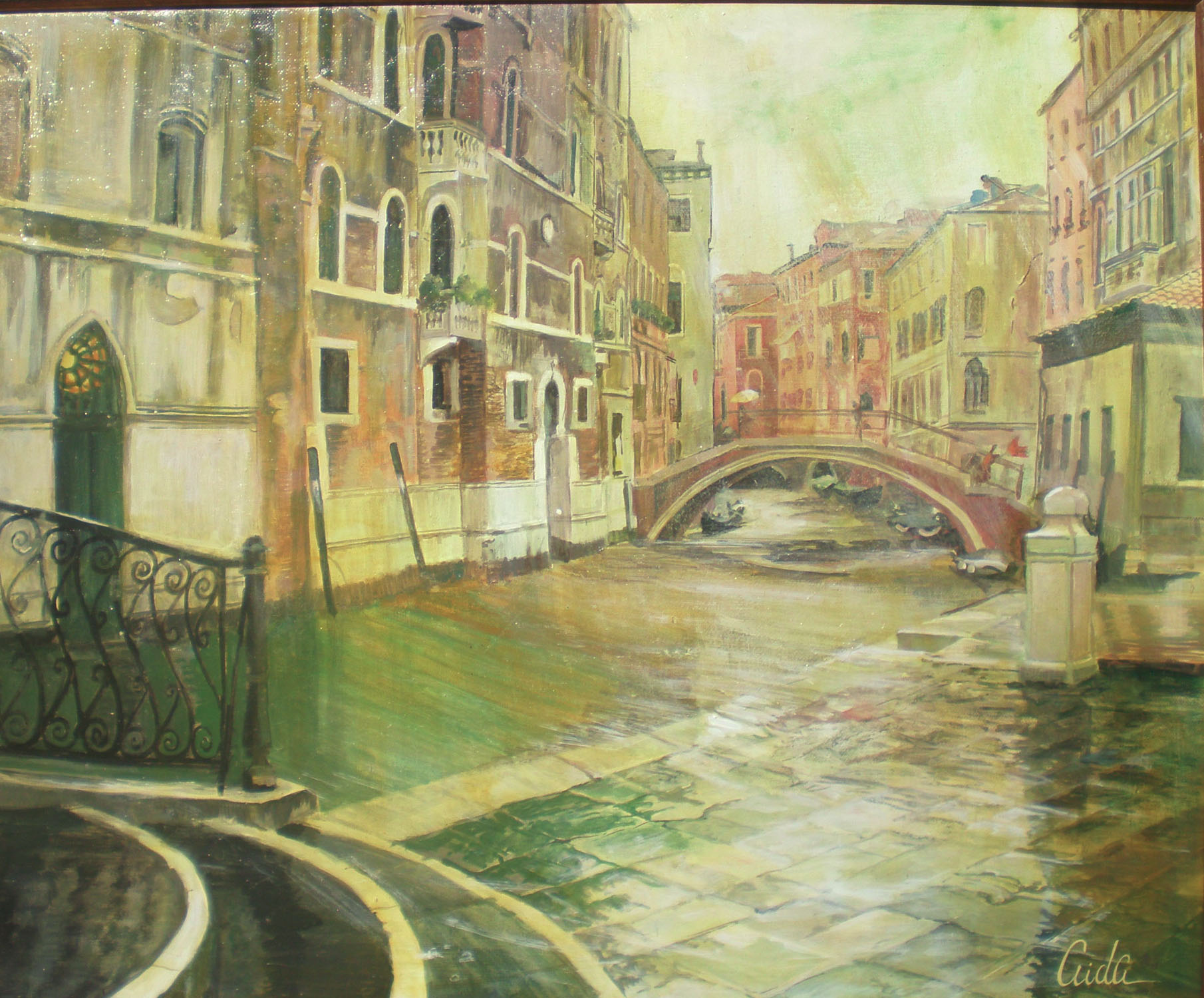
Венеция под дождем

## Награды
| Year | Award                                           | Nomination     | Result  | Source |
| ---- | ----------------------------------------------- | -------------- | ------- | ------ |
| 2012 | VIII Всероссийский конкурс «УСПЕХ»              | живопись       | Победа  | [ 22 ] |
| 2018 | Международный конкурс AEA-2018 (осенний сезон)  | живопись       | Серебро | [ 23 ] |
| 2018 | Международный конкурс AEA-2018 (осенний сезон)  | графика        | Бронза  | [ 23 ] |
| 2019 | Международный конкурс AEA-2019 (весенний сезон) | живопись       | Золото  | [ 24 ] |
| 2019 | Международный конкурс AEA-2019 (весенний сезон) | графика        | Серебро | [ 24 ] |
| 2019 | Международный конкурс AEA-2019 (осенний сезон)  | графика        | Бронза  | [ 25 ] |
| 2020 | Международный конкурс AEA-2020 (весенний сезон) | живопись       | Золото  | [ 26 ] |
| 2020 | Международный конкурс AEA-2020 (весенний сезон) | графика        | Золото  | [ 26 ] |
| 2020 | Выставка-конкурс «Образы памяти Великой Победы» | Батальный жанр | Победа  | [ 27 ] |

В 2012 Аида становится победителем VIII Всероссийского конкурса «УСПЕХ» (Премия общественного признания «Золотая птица») в номинации «Лучшая представительница деловых женщин России в области искусства и культуры». В 2015 — она лауреат конкурса «Лучший в своей профессии», награждена Орденом Св. Владимира «Честь и Слава Великой России», а также медалью «За патриотизм» С 2018-2020 получила три Золотые медали, две Серебряные и одну Бронзовую за победу в международных конкурсах живописи и графики «Искусство, Совершенство, Признание» от Международной Академии Современных искусств. В 2020 году — I место в художественном конкурсе «Образы памяти Великой Победы» номинация «Батальный жанр» В 2921 году она вошла в число 101 известных женщин Подмосковья в книге «Имя твоё… Женщина Подмосковья» В 2023 году – Лауреат премии «Сокол» (За высокие достижения в изобразительном искусстве) В 2023 году вышли два тома каталога картин Аиды Ханемайер «АИДА, живопись и графика в музеях России» и «АИДА, живопись и графика в зарубежных музеях и частных коллекциях». Аида Ханемайер награждена 
Благодарностью Российской Академии Художеств, Орденом Дружбы Народов «Белые журавли России», Орденом «За вклад в просвещение», Орденом «Честь и Слава Великой России», Орденом «За заслуги» от Российского Союза ветеранов Афганистана, Юбилейной медалью Росгвардии «55 лет на страже порядка», Медалью «Почетный гражданин России» за достижения в области искусства, Медалью «80-летие полета Москва (СССР) — Северный полюс — Ванкувер (США)», Медалью «А.П. Чехов 1860-1904», Памятной медалью «Ю. Гагарина в честь 50-летияпервого полета в космос», Памятной медалью «300-летие М. Ломоносова», Медалью «За активную гражданскую позицию и патриотизм» от Союза ветеранов госбезопасности, отмечена медалями от общероссийской общественной организации «Трудовая доблесть России» и Грамотой командования войсковой части 3792 Войск Национальной Гвардии РФ, Благодарностью Администрации Коммунального учреждения «Харцызский Детский Социальный Центр» Донецкой Народной Республики. К 400-летию династии Романовых Аида Ханемайер создала коллекцию картин, которая была представлена в Мещовске во время конференции «У истоков Российской государственности».